# Indiai hegyi vasutak
Az indiai hegyi vasutak közül három, a 19. század legvégén épült hegyi vasútjára terjed ki a világörökségi védettség:
- A Dardzsiling Himalája vasút volt a legelső, amelyet 1881-ben adtak át a forgalomnak.[1] A keskeny nyomtávú (610 mm) mozdonyok Nyugat-Bengáliában, a Sziliguri és Dardzsiling közti 86 km-es szakaszon járnak.[2] A két végpont között a szintkülönbség több mint 2000 méter. A vonatokat a mai napig is gőzmozdony hajtja.[3]

- India egyetlen Abt-rendszerű fogaskerekű vasútját, a Nilgiri hegyi vasút 46 km hosszú szakaszát már az 1850-es években meg akarták építeni, de a technikai fejlettség akkori állapota erre még nem adott lehetőséget, így a munkálatok csak 1891-ben kezdődtek meg, és 1908-ig tartottak.[4] A szintemelkedés itt is megközelíti a 2000 métert, mivel azonban a Sziliguri-Darzsiling szakasznál rövidebb távolságról van szó, a pálya itt jóval meredekebben halad.[5]

- A harmadik védett vonal a Kalka-Shimla vasút, a 96 km-es szakasz jórészt hegyvidéki tájon halad. 1903-ban adták át a forgalomnak, az eredetileg kalkulált összeg kétszeresébe került a megépítése.[6]

## Galéria

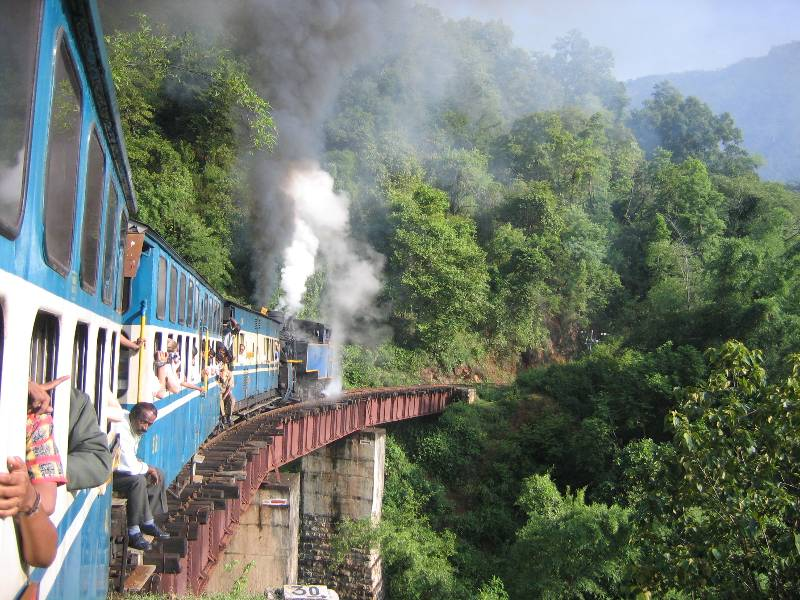
Mettupalayam és Ooty között közlekedő hegyi vasút
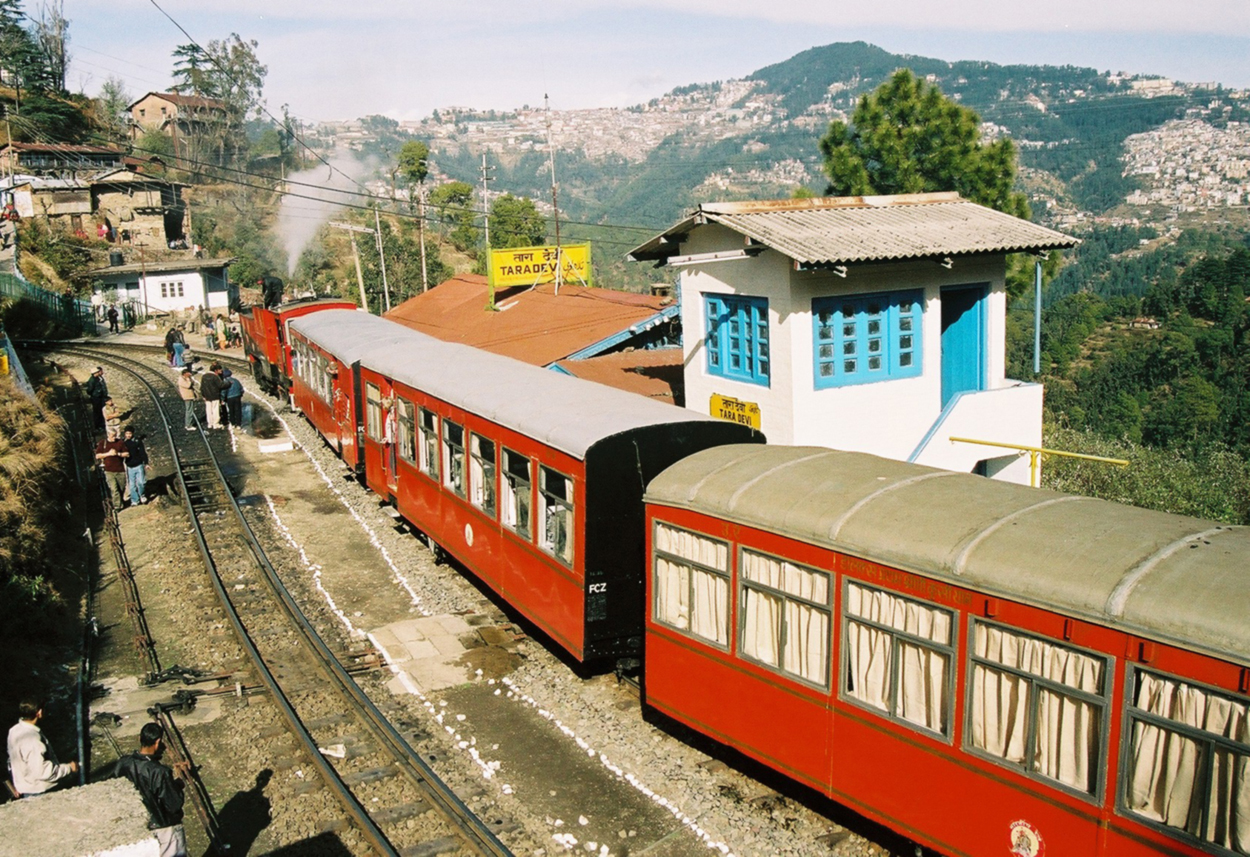
Taradevi állomáson áthaladó expressz vonat
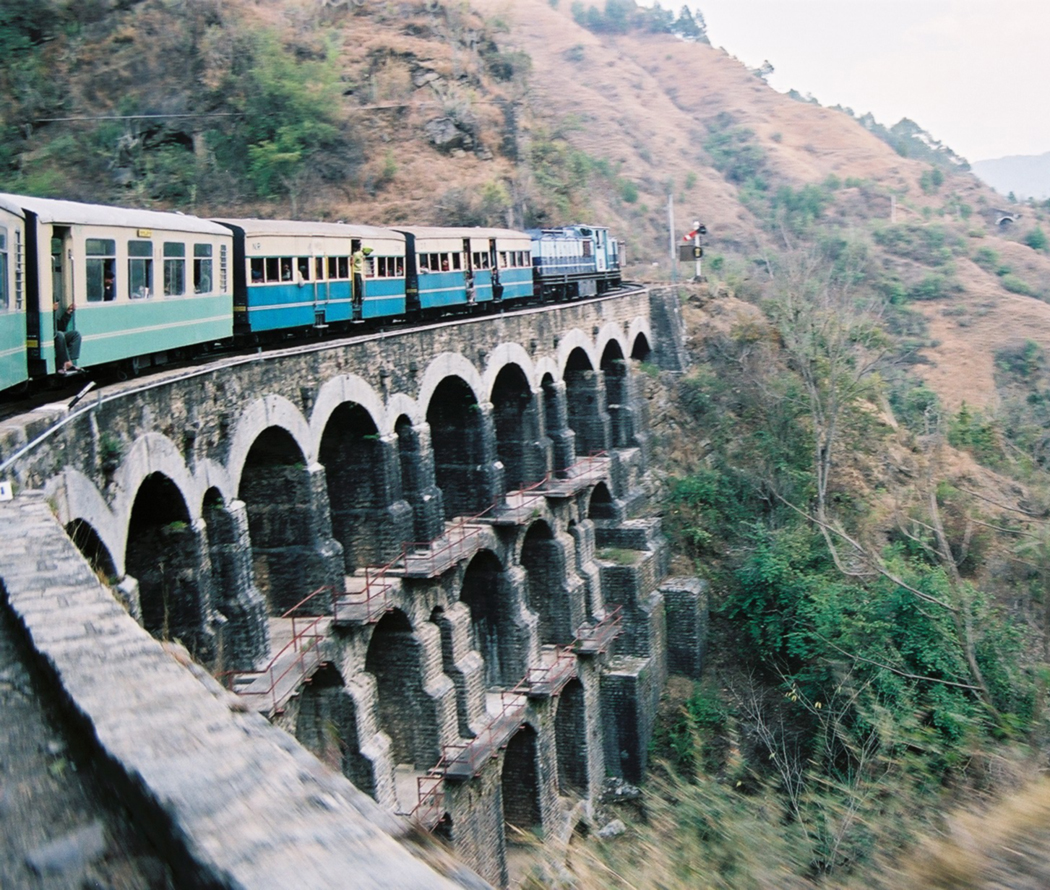
Egy tipikus személyszállító vonat halad át az egyik hídon
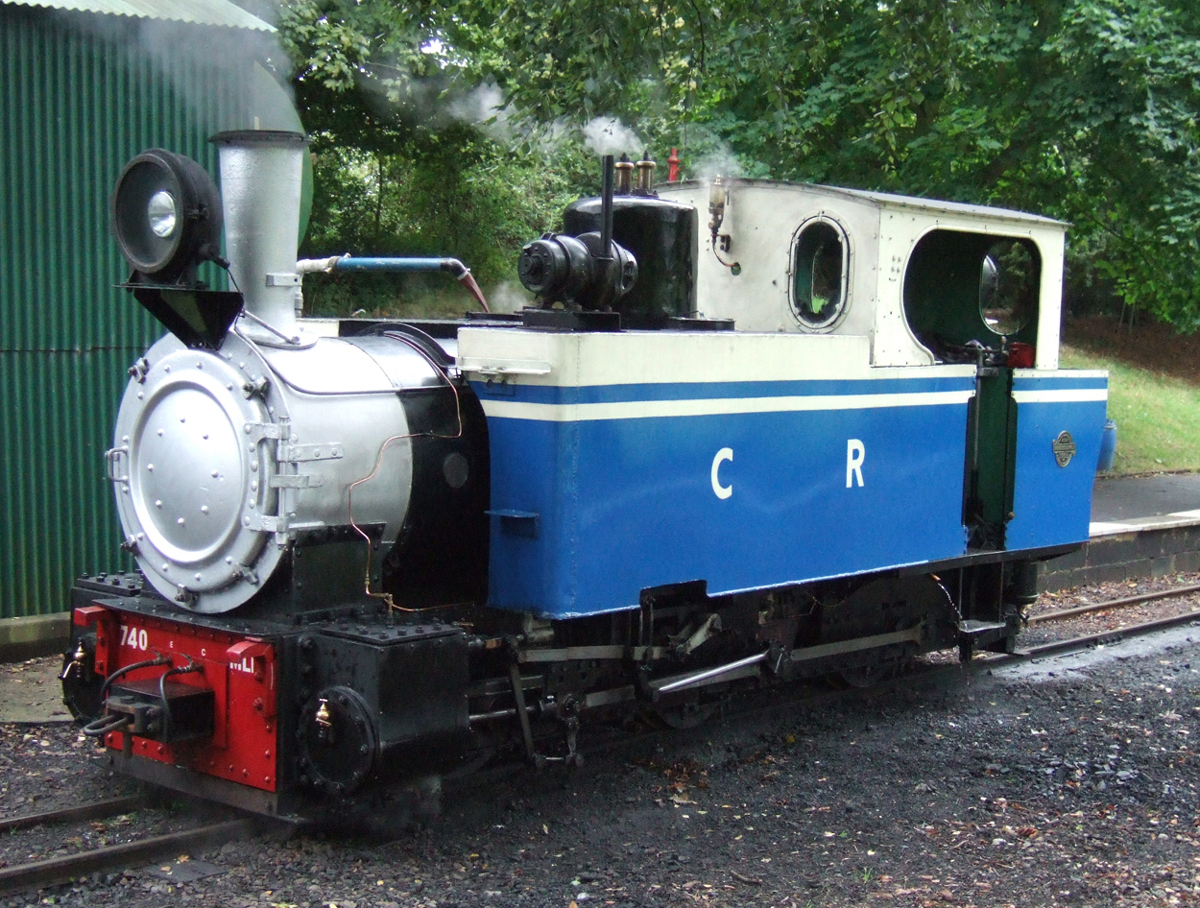
A Peterborough-ban található Vasút múzeumban van kiállítva a Matheran Vasút 740-es vonata
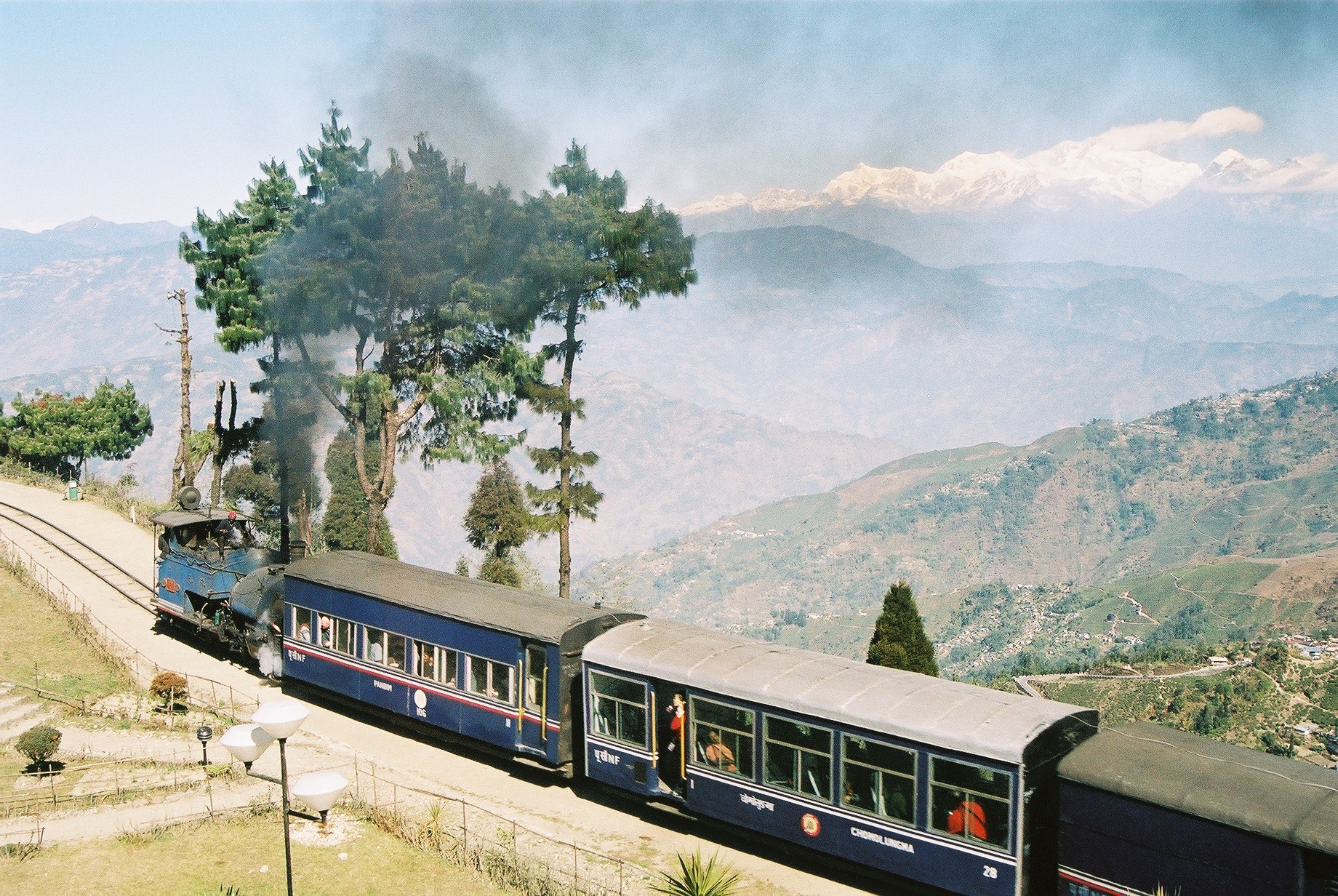
A Himalája hegyei között közlekedő kirándulóvonat